# Afonso de Albuquerque Maranhão
Afonso (Affonso) de Albuquerque Maranhão (* 1744; † 10. Juli 1836) war ein brasilianischer Politiker, der unter anderem zwischen 1826 und 1836 Mitglied des Senats des Kaiserreichs Brasilien war.

## Leben
Afonso (Affonso) de Albuquerque Maranhão verfügte nur über eine geringe formelle Bildung und war als Bauer tätig. Er leitete den Rat der Landbevölkerung, der sich an die kaiserliche Regierung wandte, nahm am Beberibe-Konvent gegen Generalleutnant Luís do Rego Barreto, der von 1817 bis 1821 Gouverneur von Pernambuco war, teil. 1822 war er selbst Präsident des Regierungsrates der Provinz Pernambuco und wurde als solcher von Francisco Pais Barreto abgelöst. 1826 wurde er erstmals Mitglied des Senats des Kaiserreichs Brasilien und gehörte diesem von ersten bis dritten Legislaturperiode bis zu seinem Tode 1836 an. 1833 stimmte er gegen die Entlassung von José Bonifácio de Andrada e Silva als Vormund von Kaiser Dom Pedro II. und war als Nachfolger von Francisco José Meira 1834 kurzzeitig Präsident der Provinz Paraíba, woraufhin Bento Correia de Lima seine Nachfolge antrat.

## Weblink
- Affonso de Albuquerque Maranhão. Bundessenat, abgerufen am 17. März 2025 (portugiesisch).

| Personendaten    | Personendaten                   |
| ---------------- | ------------------------------- |
| NAME             | Albuquerque Maranhão, Afonso de |
| KURZBESCHREIBUNG | brasilianischer Politiker       |
| GEBURTSDATUM     | 1744                            |
| STERBEDATUM      | 10. Juli 1836                   |